# رموز بريد هولندا

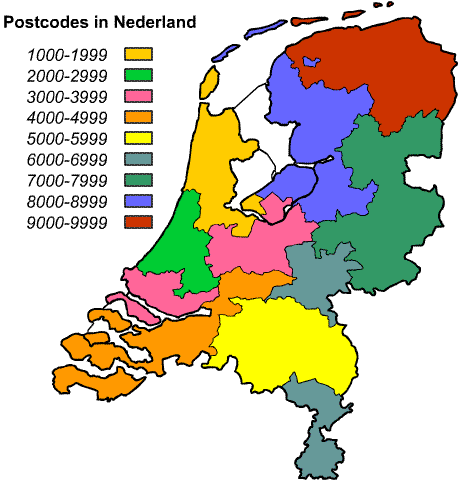
توزيع مناطق الرموز البريدية في هولندا

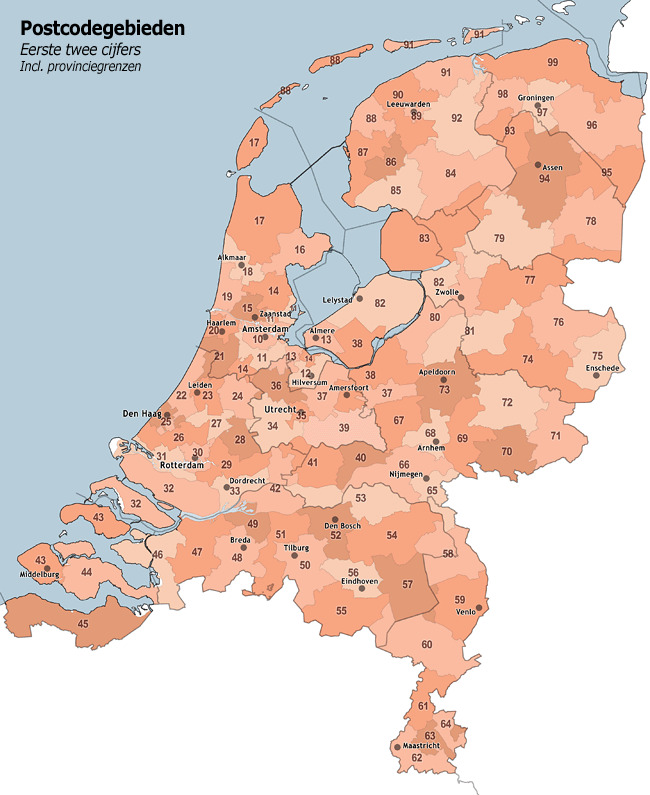
توزيع الرموز البريدية ذات الرقمين في هولندا

الرمز البريدي في هولندا (بالهولندية Postcodes)، هو أبجدي رقمي أي يتألف من أربعة أرقام يليها حرفان كبيران. الأحرف 'F' ،'I' ،'O' ،'Q'،'U' و'Y' كانت لا تستخدم لأسباب تقنية، ولكن بدأ استخدامها بدءاً من عام 2005م. وتركيبات حروف SS،  SD و SA لا تستخدم لأسباب تاريخية.

## رموز بريد مقاطعات هولندا
| - 1000 - 1299 شمال هولندا - 1300 - 1379 فليفولاند - 1380 - 1383 شمال هولندا - 1390 - 1393 أوترخت - 1394 شمال هولندا - 1396 أوترخت - 1398 - 1425 شمال هولندا - 1426 - 1427 أوترخت - 1428 - 1429 جنوب هولندا - 1430 - 2158 شمال هولندا - 2159 - 2164 جنوب هولندا - 2165 شمال هولندا - 2170 - 3381 جنوب هولندا - 3382 - 3464 أوترخت - 3465 - 3466 جنوب هولندا - 3467 - 3769 أوترخت - 3770 - 3794 خيلدرلند - 3795 - 3836 أوترخت - 3837 - 3888 خيلدرلند - 3890 - 3899 فليفولاند | - 3900 - 3924 أوترخت - 3925 خيلدرلند - 3926 - 3999 أوترخت - 4000 - 4119 خيلدرلند - 4120 - 4125 أوترخت - 4126 - 4129 جنوب هولندا - 4130 - 4139 أوترخت - 4140 - 4146 جنوب هولندا - 4147 - 4162 خيلدرلند - 4163 - 4169 جنوب هولندا - 4170 - 4199 خيلدرلند - 4200 - 4209 جنوب هولندا - 4211 - 4212 خيلدرلند - 4213 جنوب هولندا - 4214 - 4219 خيلدرلند - 4220 - 4249 جنوب هولندا - 4250 - 4299 شمال برابنت - 4300 - 4599 زيلند - 4600 - 4671 شمال برابنت - 4672 - 4679 زيلند - 4680 - 4681 شمال برابنت | - 4682 - 4699 زيلند - 4700 - 5299 شمال برابنت - 5300 - 5335 خيلدرلند - 5340 - 5765 شمال برابنت - 5766 - 5817 ليمبورخ - 5820 - 5846 شمال برابنت - 5850 - 6019 ليمبورخ - 6020 - 6029 شمال برابنت - 6030 - 6499 ليمبورخ - 6500 - 6583 خيلدرلند - 6584 - 6599 ليمبورخ - 6600 - 7399 خيلدرلند - 7400 - 7438 أوفرآيسل - 7439 خيلدرلند - 7440 - 7739 أوفرآيسل - 7740 - 7766 درنته - 7767 - 7799 أوفرآيسل - 7800 - 7949 درنته - 7950 - 7955 أوفرآيسل | - 7956 - 7999 درنته - 8000 - 8049 أوفرآيسل - 8050 - 8054 خيلدرلند - 8055 - 8069 أوفرآيسل - 8070 - 8099 خيلدرلند - 8100 - 8159 أوفرآيسل - 8160 - 8195 خيلدرلند - 8196 - 8199 أوفرآيسل - 8200 - 8259 فليفولاند - 8260 - 8299 أوفرآيسل - 8300 - 8322 فليفولاند - 8323 - 8349 أوفرآيسل - 8350 - 8354 درنته - 8355 - 8379 أوفرآيسل - 8380 - 8387 درنته - 8388 - 9299 فريزلند - 9300 - 9349 درنته - 9350 - 9399 خرونينجن - 9400 - 9478 درنته | - 9479 خرونينجن - 9480 - 9499 درنته - 9500 - 9509 خرونينجن - 9510 - 9539 درنته - 9540 - 9563 خرونينجن - 9564 درنته - 9565 - 9569 خرونينجن - 9571 - 9579 درنته - 9580 - 9653 خرونينجن - 9654 - 9659 درنته - 9660 - 9748 خرونينجن - 9749 درنته - 9750 - 9759 خرونينجن - 9760 - 9769 درنته - 9770 - 9849 خرونينجن - 9850 - 9859 فريزلند - 9860 - 9869 خرونينجن - 9870 - 9879 فريزلند - 9880 - 9999 خرونينجن |